# Први хируршки павиљон у Нишу
Први хируршки павиљон у Нишу свечано отворен 1906. године у Војној болници у Нишу, за град Ниш био је први објекат те намене, од његовог ослобођења од Османлија 1878. године. Павиљон је био изузетно опремљен за оне прилике, тако да су у његовом раду могле да буду уведене бројне нове методе, и за то доба савремени организациони принципи хируршког лечења. Те године у њему је основан и Рендгенолошки кабинет, као једна од новина за Краљевину Србију.
Павиљон је служио својој намени, као „храм хирургије”, све до 1960. године, када је изграђена нова зграда Одељење за хируршке болести. У хируршком павиљону данас је смештено Одељење за кожне и полне болести, Одељење за стоматологију, Одељење за радиологију и Диспанзер за плућне болести. 

## Историја
По завршетку Српско-бугарског рата, у који је, као и српска војска, војни санитет ушао потпуно неспреман, констатације тадашњег начелника Санитета српске војске пуковника Михајла-Мике Марковића (након инспекције Војне болнице у Нишу) били су, ...„да су у њој јако лоши грађевински и смештајни услови“..., за Војну болницу до краја 1890. су настали бољи дани.
Године 1889. у кругу Војне болнице код „Ћеле-куле“ почело је обнављање и градња три нова објекта са око 150 постеља, (мада су стварне потребе биле 300) уређује се болнички парк, гради локални водовод, канализација и остала пратећа инфраструктура. Мала болница-Ислахана (која је радила у старом турском објекту на локацији данашње Гимназије Стеван Сремац у Нишу). Због лошег стања у Ислахани она се претвара у простор за смештај администрације, апотеке, кухиње и болничке чете, а потом до краја 1890. она се измешта у круг болнице код Ћеле-куле.
Доношењем Правила за војне болнице 1894. сталне војне болнице у Србији добијају јасно утврђене територијалне области. Како је Велика нишка војна болница имала централно место у Моравској војној области она је добила назив Моравска стална војна болница у Нишу.
Године 1896. у болницу је упућен нови хирург др Михаило Петровић, чији ће рад:...у Нишу, који захвата четврт века, остати запамћен како у стручним радовима тако и у душама целог оног краја... с којим је Петровић остао присно везан до краја живота“...
У Нишу др Петровић је августа 1897...створио два хируршка одељења, и на њима радио хирургију у најширем њеном обиму... прво хируршко одељење у Моравској сталној војној болници, а неколико недеља касније и у Окружној болници у Нишу.
А како је изгледало хируршко одељење у Моравској сталној војној болници (пре изградње новог павиљона) најбоље описује сам др Петровић;...„Како у болници не беше ни колико толико подесног локала где би се оно могло сместити просторија у којој смо требали да оперишемо била је смештена у једној од болесничких соба Трећег павиљона, у којима су лежали сви могући болесници, но која је била моментално испражњена и окречена. Све до половине 1898. године радили смо у тој соби. Но, како се те године довршио један нов приземни павиљон са две велике собе и по две мале, то га је хируршко одељење заузело и у једној од тих малих соба - од 9 m2 - наместило операциону салу, а од ходника оградом одвојило предворје операционе сале, за прање руку и пресвлачење хирурга и његових помоћника, према асептичном протоколу“..
Др Михајло Марковић је забележио да су крајем деведесетих година 19. века против изградње хируршког павиљона у Нишу били како краљ Александар, тако и бивши краљ Милан, у то време командант активне војске. Говорећи о вишеструком војном значају те велике модернизације српске медицине, и тврдећи да је време да се хирургија, која је захваљујући антисептичким средствима много напредовала, прошири међу лекарима у Србији, он је наводио податак да су комисије годишње одбијале чак две и по хиљаде регрута зато што им је неопходна операција киле.
План за зграду хирургије уступио је др Марковићу шеф пруског (немачког) санитета др Колер. То је требало да буде модерна зграда. Ипак, када је заједно са министром војним посетио двор и своју замисао изложио краљевима, они су му одговорили да би градњу требало почети тек пошто буду довршени одавно отворени пројекти касарни у другим градовима. Тврдећи да се не разуме у политику, др Марковић је потребу за што бржом градњом хируршког павиљона Моравске сталне војне болнице у Нишу оправдавао модерним и неспорним националним аргументом: ...кад би поред школа још у овој нашој новој болници, за коју пропагирам, бесплатно лечили болеснике, и то само оперативне хируршке случајеве из Старе Србије (Косова и Метохије) и Македоније. Професори и учитељи (које је финансирала Србија) упућивали би нам отуда сакате, са отеченим жљездама, гукама и израштајима, унакажене итд. у ову нашу болницу. Кад ови болесници из болнице изађу, и здрави се својим кућама врате, они ће бити најактивнији пропагандисти за наше правичне аспирације у тим покрајинама турским. Они би причајући о нашем гостољубљу, култури и напретку, који су у Србији нашли и видели, оживљавали српску мисао код својих суграђана.
И тако и поред отпора,...„највиших представника државе, чак и крљева Милана и Александра, на који је наишла идеја пуковника Михајла-Мике Марковића да се изгради хируршки павиљон...Војна болница, а и град Ниш 1906. добили су први хируршки павиљон, десет година касније од покретања и ицијативе др Марковића, изузетно опремљен за оне прилике, а у његов рад уведене су бројне нове методе и за то доба савремени организациони принципи хируршког лечења. Те године у болници је основан и Рендгенолошки кабинет, као једна од новина за Србију.

## Значај
Након изградње хируршког павиљона развој војне хирургије у Моравској сталној војној болници у Нишу био је, и поред тешких почетака, веома брз.
Моравска стална војна болница је оснивањем Хируршког одељења и „Одељења за лечење изломњених и повређених вилица“, применом нових савремених метода и принципа лечења ратних рана у њима, као и правовременим измештањем пољских болница лоциран ближе фронту, дала је значајан допринос у збрињавању рањеника током Балканских ратова и Првог светског рата;
...„Србија – у поређењу са Савезницима и са Централним силама – испредњачила је макар за корак, и у погледу ратно-хируршке доктрине, залажући се за начело што је могуће краћег транспорта рањених? А то је значило да хируршке пољске болнице треба да су што ближе фронту.“..